# Sacro Cuore di Maria (títol cardenalici)
Sacro Cuore de Maria és un títol cardenalici instituït pel papa Pau VI el 5 de febrer de 1965, amb què va dotar la basílica del Sagrat Cor Immaculat de Maria (Roma), edificada l'any 1923 i regida pels Missioners Claretians.

## Titulars
- Ángel Herrera Oria (1965-1968)
- Arcadio María Larraona y Saralegui, C.M.F. (1969-1973)
- Lawrence Trevor Picachy, S.J. (1976 - 1992)
- Julius Riyadi Darmaatmadja, S.J. (1994)